# Camilla Belle
Camilla Belle, rozená Camilla Belle Routh (* 2. října 1986 v Los Angeles, Kalifornie, USA) je americká herečka. Hrála ve filmech jako jsou např.: Ztracený svět:Jurský park, Na lince je vrah", 10,000 PNL, The Quiet a Push.

## Životopis
Narodila se jako Camilla Belle Routh v Los Angeles. Její matka Cristina je módní návrhářka s brazilskými kořeny a její otec Jack Wesley Routh vlastní stavební firmu a je skladatelem country hudby. Vychovávána byla v přísné katolické domácnosti. Chodila do školy St. Paul's Catholic Elementary School a poté na Marlborough School, což je dívčí střední škola v Los Angeles. Plynně mluví anglicky, španělsky a portugalsky.

## Kariéra
Už ve svých devíti měsících točila reklamy. Ve svých pěti letech byla obsazena do hlavní role svého prvního filmu zvaného Trapped Beneath the Earth. Svoji kariéru zahájila menší rolí ve filmové produkci románu A Little Princess, kde hlavní roli hrála Liesel Matthews. Svoji první hlavní roli získala v roce 2000 ve filmu Rip Girls, což byl film Disney Channelu. Po krátké pauze si zahrála hlavní roli v remaku When a Stranged Calls. Svoji další roli si odbyla v celovečerním filmu 10,000 PNL režírované Rolandem Emmerichem. Její další velký posun v kariéře představovala role Kiry Hollis ve filmu Push, což je sci-fi thriller o partě mladých lidí se super schopnostmi, kteří se musí skrývat před tajnou vládní agenturou.
Po následujícím obratu, kdy hrála dceru Stevena Seagala ve filmu Patriot (1998), získala roku 1999 ocenění Film Young Artist Award za ztvárnění Sandry Bullockové jako malé holčičky ve filmu Practical Magic (1998). Své další ocenění získala v témže roce za svoji roli v jednom z dílů seriálu Walker, Texas Ranger. Své třetí a čtvrté ocenění získala za televizní film Replacing Dad (1999) a za roli v disneyovském filmu Rip Girls (2000).
V roce 2009 byla označena jako třetí v "nejkrásnějších tvářích světa" a roku 2010 byla na prvním místě tohoto žebříčku[zdroj?].

## Osobní život
V říjnu roku 2008 začala po účinkování ve videoklipu k písni "Lovebug" skupiny Jonas Brothers chodit s Joem Jonasem. Na konci července 2009 však oznámili, že po roční známosti svůj vztah ukončili. Spekuluje se i o tom, že tento vztah byl inspirací pro píseň Better Then Revenge z alba Speak Now od pop zpěvačky Taylor Swift.

## Filmografie

### Film
| Rok  | Název                      | Role                      | Poznámky                             |
| ---- | -------------------------- | ------------------------- | ------------------------------------ |
| 1995 | Malá princezna             | Jane                      |                                      |
| 1996 | Jedovatý břečťan 2: Lily   | Daphna Falk               |                                      |
| 1997 | Ztracený svět: Jurský park | Cathy Bowman              |                                      |
| 1998 | Patriot                    | Holly McClaren            |                                      |
| 1998 | Magická posedlost          | Sally Owens v 11 letech   |                                      |
| 1999 | Back to the Secret Garden  | Elizabeth "Lizzy" Buscana |                                      |
| 1999 | Secret of the Andes        | Diana Willings            |                                      |
| 2005 | Ostrov samoty              | Rose Slavin               |                                      |
| 2005 | Generace X                 | Crystal Falls             |                                      |
| 2005 | Quiet                      | Dot                       |                                      |
| 2006 | Na lince je vrah           | Jill Johnson              |                                      |
| 2007 | The Trap                   | Hermia                    |                                      |
| 2008 | 10 000 př. n. l.           | Evolet                    | český dabing: Anežka Pohorská        |
| 2009 | Push                       | Kira Hollis               |                                      |
| 2009 | À Deriva                   | Ângela                    | "Adrift" je oficiální anglický název |
| 2010 | Father of Invention        | Claire Elizabeth          |                                      |
| 2011 | Dámičky v sekáči           | Nora Dominguez            |                                      |
| 2011 | Breakaway                  | Mellisa Winters           | Speedy Sights je Indický název filmu |
| 2012 | Lovelocked                 | Cyd                       | Krátkometrážní film                  |
| 2013 | Zero Hour                  | Paula                     | Krátkometrážní film                  |
| 2013 | Open Road                  | Angie                     |                                      |
| 2014 | Cavemen                    | Tess                      |                                      |
| 2014 | Amapola                    | Ama                       |                                      |
| 2014 | Bald                       | Linda                     | Krátkometrážní film                  |
| 2015 | Diablo                     | Alexsandra                |                                      |
| 2016 | The American Side          | Emily Chase               |                                      |
| 2016 | Sundown                    | Gaby                      |                                      |
| 2017 | The Mad Whale              | Isabel Wallace            |                                      |
| 2022 | 10 Truths About Love       | Carina                    |                                      |
| 2022 | 카터                       | Agnes                     |                                      |

### Televize
| Rok       | Název filmu                                 | Role             | Poznámky                      |
| --------- | ------------------------------------------- | ---------------- | ----------------------------- |
| 1995      | Empty Cradle                                | Sally            | Televizní film                |
| 1995      | Trouble Shooters: Trapped Beneath the Earth | Jennifer Gates   | Televizní film                |
| 1994      | Deconstructing Sarah                        | Malá Elizabeth   | Televizní film                |
| 1995      | Annie: A Royal Adventure!                   | Molly            | Televizní film                |
| 1996      | Marshal Law                                 | Boot Coleman     | Televizní film                |
| 1998      | Walker Texas Ranger                         | Cindy Morgan     | díl: „Code of the West“       |
| 1999      | Otcův návrat                                | Mandy            | Televizní film                |
| 2000      | Rip Girls                                   | Sydney Miller    | Televizní film                |
| 2000      | The Wild Thornberrys                        | Calf (hlas)      | díl: „Where the Gauchos Roam“ |
| 2001      | Návrat do ztracené zahrady                  | Lizzie Buscana   |                               |
| 2018–2019 | Mickey a závodníci                          | Almanda De Quack | 2 díly                        |
| 2019      | Dollface                                    | Melyssa          | 2 díly                        |

### Hudební videa
| Rok  | Umělec           | Název písničky |
| ---- | ---------------- | -------------- |
| 2008 | Jonas Brothers   | "Lovebug"      |
| 2013 | Enrique Iglesias | "Heart Attack" |